# Nir Bardea
Nir Bardea (héberül: ניר ברדע; Risón Lecijón, 1996. január 25. –) izraeli utánpótlás-válogatott labdarúgó, a Maccabi Bnei Reineh játékosa.

## Pályafutása

### Klubcsapatokban
Bardea az izraeli MSZ Asdód akadémiáján nevelkedett, a felnőtt csapattal 2016-ban izraeli másodosztályú bajnok lett. Az izraeli élvonalban 2016 decemberében mutatkozott be egy Makkabi Tel-Aviv elleni mérkőzésen. 2021 januárban a magyar élvonalbeli Budapest Honvéd szerződtette le.  A játékossal 2022. április 19-én szerződés bontottak.

### A válogatottban
2017-ben négy alkalommal pályára lépett az izraeli U21-es válogatottban.

## Sikerei, díjai
MSZ Asdód
- Liga Leumit: 2015–16